# Hénanbihen
Hénanbihen é uma comuna francesa na região administrativa da Bretanha, no departamento Côtes-d'Armor. Estende-se por uma área de 31,3 km². Em 2010 a comuna tinha 1 365 habitantes (densidade: 43,6 hab./km²).